# از میان ریگ‌ها و الماس‌ها
از میان ریگ‌ها و الماس‌ها نام یک اثر هنری در قالب نوار کاست بود که حاصل همکاری محمدرضا لطفی و احسان طبری است. در این اثر لطفی در کنار شعرخوانی طبری به بداهه‌نوازی تار پرداخته است.